# Bei Yan
Bei Yan (chinesisch 卑衍, Pinyin Bēi Yǎn; * in China; † 237 ebenda) war ein Offizier zur Zeit der Drei Reiche (3. Jahrhundert n. Chr.) im alten China, der dem chinesischen Warlord Gongsun Yuan diente. Nachdem dieser sich im Jahr 237 von seinem Lehnsherren Cao Rui (Kaiser der Wei-Dynastie) losgesagt hatte, stellte er sich dessen General Sima Yi auf dem Schlachtfeld. Er verlor die Schlacht und zog sich zurück. Noch einmal sammelte er seine Truppen und wagte einen zweiten Angriff, fiel aber nach zähem Ringen im Zweikampf mit dem Wei-General Xiahou Ba.
| Personendaten    | Personendaten                                   |
| ---------------- | ----------------------------------------------- |
| NAME             | Bei, Yan                                        |
| ALTERNATIVNAMEN  | Bēi Yǎn; 卑衍 (chinesisch)                      |
| KURZBESCHREIBUNG | Offizier des chinesischen Warlords Gongsun Yuan |
| GEBURTSDATUM     | 3. Jahrhundert                                  |
| GEBURTSORT       | China                                           |
| STERBEDATUM      | 237                                             |
| STERBEORT        | China                                           |